# Neoplecostomus franciscoensis
Neoplecostomus franciscoensis es una especie de peces de la familia Loricariidae en el orden de los Siluriformes.

## Morfología
Los machos pueden llegar alcanzar los 7,5 cm de longitud total.

## Distribución geográfica
Se encuentran en Sudamérica: cuenca del  São Francisco (Brasil ).